# Maisonneuve (Montréal)
Pour les articles homonymes, voir Maisonneuve.
Maisonneuve est une ancienne municipalité du Québec située sur l'île de Montréal. Fondée en 1883, elle a été annexée par Montréal en 1918. Elle est devenue un des neuf quartiers de référence de l'arrondissement Mercier–Hochelaga-Maisonneuve.

## Histoire

### Origines
Maisonneuve est issue de la municipalité de Hochelaga, constituée à l'est de Montréal en 1875. Lorsqu'en 1883, Hochelaga décide de s'annexer à Montréal, les grands propriétaires qui possèdent les terrains les plus à l'est décident de demeurer autonomes et ils fondent une nouvelle municipalité, Maisonneuve. Il s'agit alors d'un simple village peuplé d'une cinquantaine de familles. Son territoire s'étend du fleuve Saint-Laurent jusqu'au plateau central de l'île.
Les terres agricoles de Maisonneuve passent rapidement aux mains de grands industriels locaux qui, en quelques années, organisent la municipalité comme une ville industrielle. La savonnerie de Joseph Barsalou, la fabrique de tuiles et de briques d'Alphonse Desjardins, des usines de chaussures, de textiles (la filature Hudon et la filature Sainte-Anne qui fusionneront et deviendront la Dominion Textile) et d'alimentaire (la biscuiterie Viau de Charles-Théodore Viau est une des plus fameuses de l'Empire britannique), entre autres, s'y établissent et attirent des milliers d'ouvriers. En une quinzaine d'années, Maisonneuve devient le cinquième centre industriel du Canada.

### Âge d'or
Parmi les grands industriels francophones de Maisonneuve figurent les frères Oscar et Marius Dufresne, héritiers de la riche entreprise familiale de fabrication de chaussures, fondée par leur père Thomas. En quelques années, ces notables locaux se lancent dans un projet très ambitieux: faire de Maisonneuve une ville modèle. Marius, à la tête du conseil municipal, trace un plan d'urbanisme ambitieux et fait bâtir des édifices publics d'envergure (le marché Maisonneuve, le bain Maisonneuve, l'hôtel de ville, la caserne des pompiers, etc.). Dans l'intérieur des terres, face au petit château que se sont construit les frères Dufresne (le Château Dufresne), les hommes dressent le plan d'un gigantesque parc comprenant un golf, des terrains de sports, un autodrome, un jardin botanique et des amphithéâtres.

### Annexion
La Première Guerre mondiale, avec ses conséquences économiques, met un terme à ces projets. L'effondrement du marché immobilier entraîne une crise du logement et la municipalité subit une grave crise financière. Incapable de faire face à ses obligations, Maisonneuve demande son rattachement à Montréal en 1918. Sa population atteint alors 31 763 habitants.

## Patrimoine de Maisonneuve
Les bâtiments les plus importants et les plus représentatifs de la brève existence de Maisonneuve témoignent de cette époque : l'hôtel de ville, le bain, le marché, la caserne, le Château Dufresne, de même que plusieurs édifices industriels. Quant au parc imaginé par les frères Dufresne, il a vu le jour sous le nom de parc Maisonneuve et comprend plusieurs des éléments prévus, notamment le Jardin botanique. Plus tard, le Stade olympique y a été construit, de même que plusieurs autres aménagements sportifs et muséaux importants.
Plus discret, le patrimoine résidentiel de Maisonneuve présente un intérêt particulier en raison de la présence d'une architecture ouvrière côtoyant quelques maisons prestigieuses.
Le 26 mars 2006, l'Ancienne-Cité-de-Maisonneuve est classée site patrimonial par le gouvernement du Québec.

## Galerie de photographies

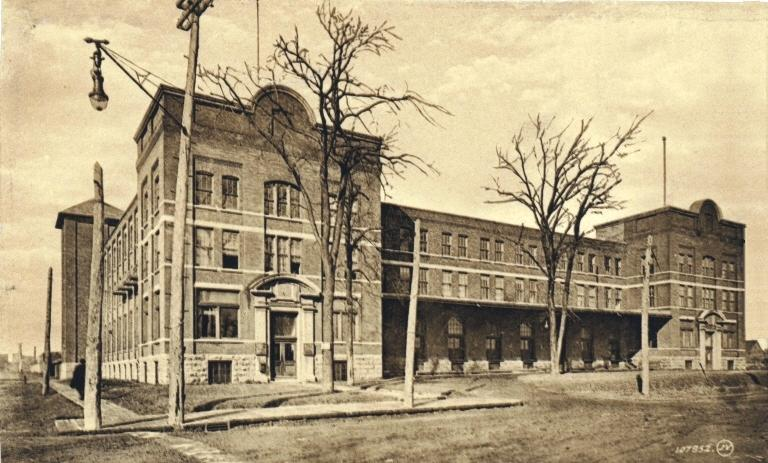
Manufacture de biscuits de Viauville, près de Montréal, vers 1910.
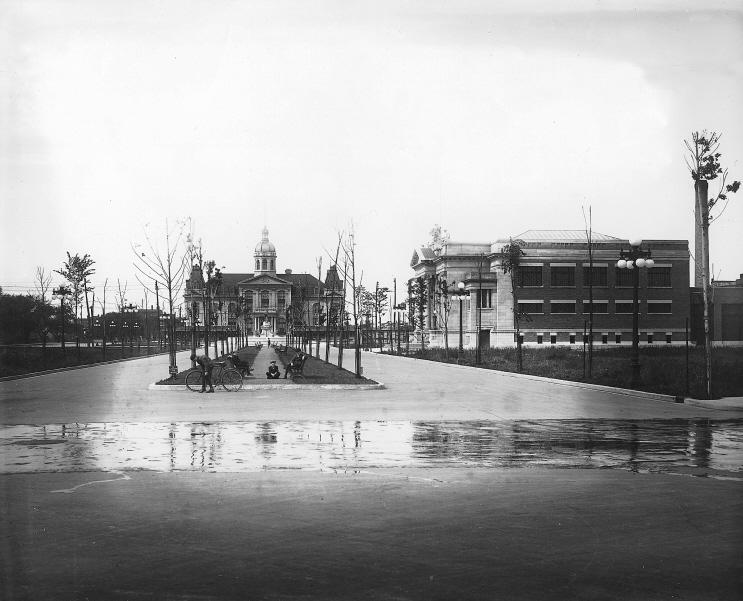
L'avenue Morgan en direction du marché Maisonneuve, 1916.
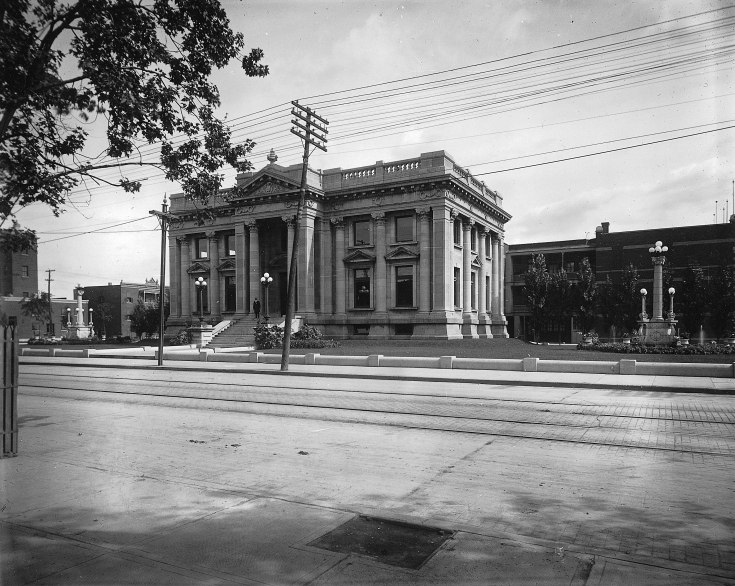
Hôtel de ville de Maisonneuve, 1916.
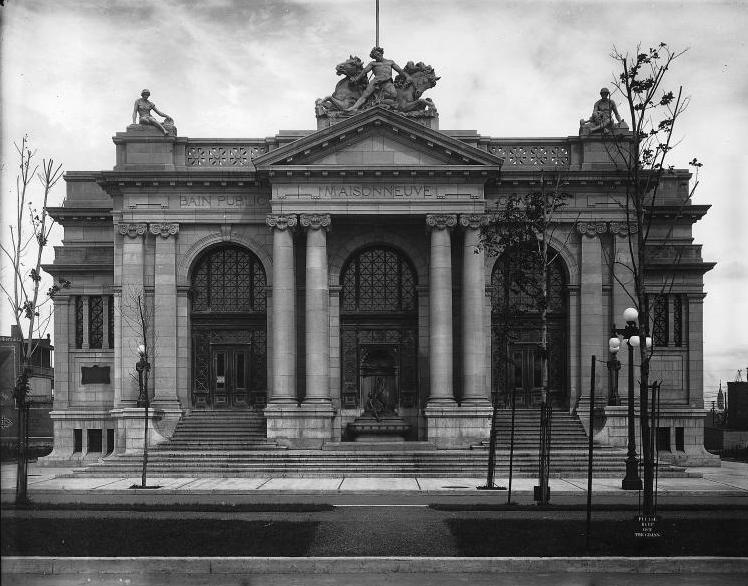
Bain et gymnase publics, boulevard Morgan, 1916.